# Piminoro
Piminoro è un centro abitato di circa 460 abitanti, frazione del comune di Oppido Mamertina, nella provincia di Reggio Calabria.

## Geografia fisica
Situato nel versante settentrionale dell'Aspromonte, all'interno del parco nazionale dell'Aspromonte, a circa 719 m s.l.m. a nord-est del capoluogo di provincia. È raggiungibile percorrendo Autostrada A2 dalle uscite di Gioia Tauro e Palmi; giunti a Oppido Mamertina, si percorre la strada comunale costruita negli anni '70 su una pre-esistente "strada mulettiera" che si inerpica fino al piccolo centro. Dalla sua altura Piminoro sovrasta l'immensa piana di Gioia Tauro, immerso tra i boschi di elci, faggi, douglas e castagni. Confina con i territori di Santa Cristina d'Aspromonte, Oppido Mamertina, Messignadi, Molochio, Platì.

## Storia
Di origine antichissima, Pimenoro (poi adattato in Piminoro) prende il suo nome dalle parole greche ποιμήν (pastore) e ὄρος (monte): monte del pastore. Rocca naturale inespugnabile, costituì rifugio sicuro per le popolazioni che ivi si insediarono sin dai tempi remoti. Nel 1792 il vescovo mons. Alessandro Tommasini vi trasferì la propria dimora, ed il Seminario Vescovile di Oppido, durante l'epidemia di malaria che investì Oppido Mamertina, sede della diocesi, in quanto la popolazione che abitava quel luogo era immune dalla febbre malarica.

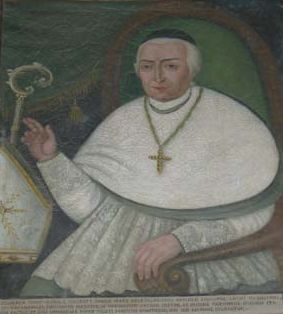
Il Vescovo di Oppido Mamertina, Alessandro Tommasini

## Economia e tradizione
Le principali attività sono la pastorizia e l'agricoltura. Vi si allevano ovini e caprini per la produzione di carni di qualità e soprattutto di pregevoli formaggi. Importante la coltivazione di fragole, mirtilli e lamponi. La produzione ha inizio a fine Luglio e si protrae fino a Dicembre. Intorno al centro abitato vi sono anche numerosi uliveti che, data la particolare zona collinare, danno ottimi raccolti in prevalenza "ottobratica", e la cui spremitura produce un olio.

### Festa della Divina Pastora
Nella seconda Domenica di Luglio di ogni anno si festeggia la patrona, la Madonna Divina Pastora, la cui effigie, una statua lignea scolpita nel 1830 ad opera dell'artista Arcangelo Testa, si venera nella omonima chiesa parrocchiale. La Festa dura due giorni: il Sabato mattina vi è la celebrazione della Messa, durante la quale la Madonna viene fatta scendere dal suo trono e successivamente portata in processione fino al luogo dove sorgeva la vecchia chiesa.
Il paese è diviso in due fazioni, contadini e pastori(massari), le quali, poco prima della processione di Domenica, si contendevano il diritto di portare per le vie del borgo la statua della Madonna in un'asta al rialzo; fino alla prima metà del 900 l'offerta consisteva in prodotti quali grano, patate, formaggi, ecc, dalla cui vendita si ottenevano i fondi necessari per i festeggiamenti. Oggi l'offerta è in denaro.
Dal 2014 in poi l'incanto non è stato più praticato, per volere del Vescovo Mons.Francesco Milito, venendo meno uno dei pochi elementi caratterizzanti la tradizione religiosa e culturale di Piminoro.